# Chlorophorus bonengensis
Chlorophorus bonengensis là một loài bọ cánh cứng trong họ Cerambycidae.